# Altium
Altium Limited és una empresa d'Austràlia que dissenya i comercialitza programari de disseny de PCB dirigit a enginyers. Fundada a Tasmània l'any 1985. Altium també té seus a la Xina, EUA, Europa i el Japó.

## Història
Nicolas Martin, un enginyer electrònic treballant a la universitat de Tasmània, crea al 1985 un programari de PC anomenat Protel per a disseny de PCB sota el sistema operatiu DOS.

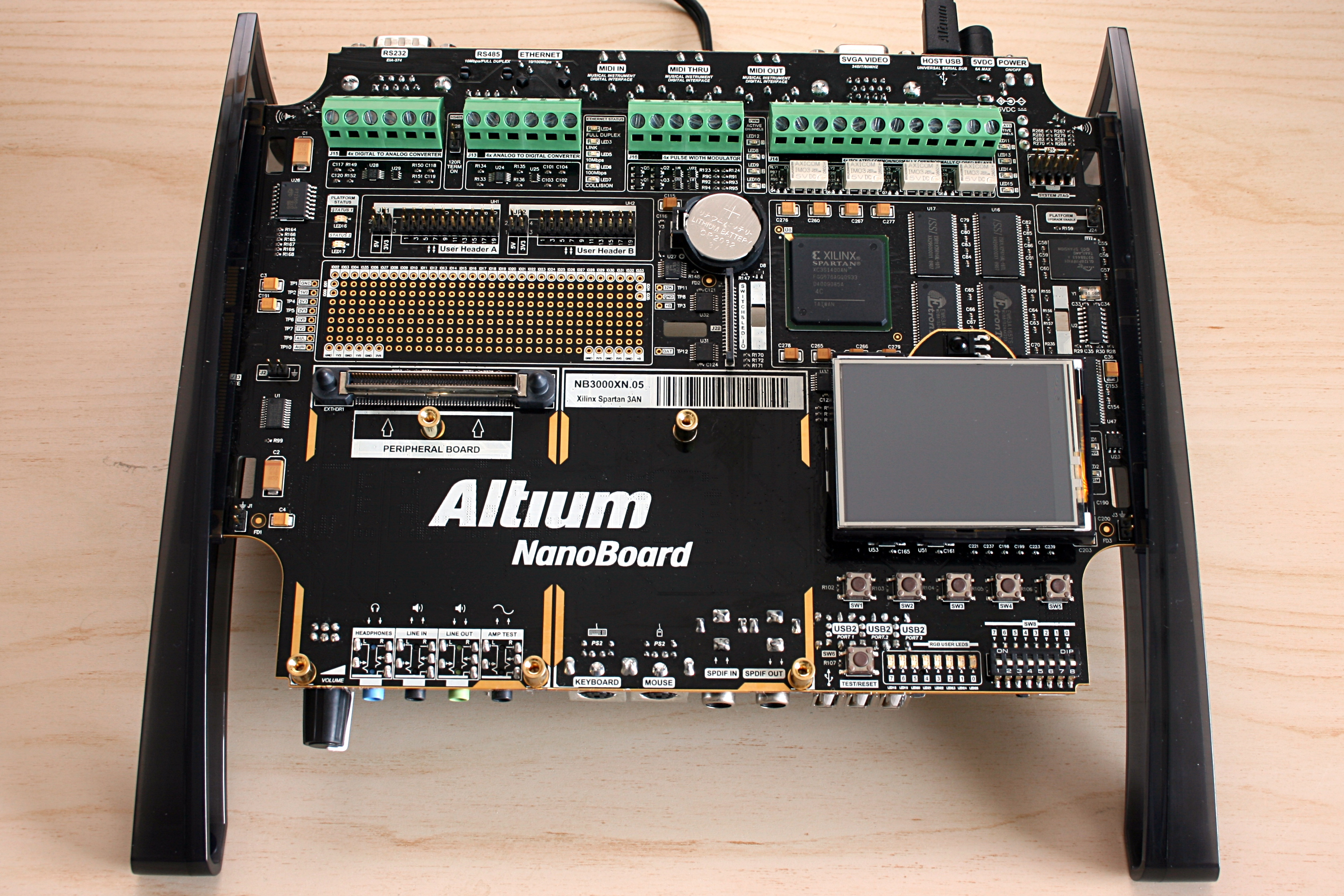
Fig.1 Vista de PCB muntada amb els seus components

Després de diverses adquisicions, el 2001 canvia el nom a Altium.
El febrer de 2024, Renesas Electronics va acordar adquirir Altium per 5,9 mil milions de dòlars EUA.

## Productes
- Altium Designer: programari de PC unificat de disseny de PCB (darrera versió 18,[6] prestacions destacades ː suport a mouse 3D i projectes multi PCB).
- Altium Vaults : programari de PC tipus servidor de dades.
- CircuitMaker : programari de PC bàsic sense cost per a estudiants i aficionats.
- Tasking : programari de PC per a desenvolupar sistemes encrustats.
- P-CAD : programari de PC original de disseny de PCB.